# Bernard Rogers
Pour les articles homonymes, voir Rogers.
Bernard Rogers est un compositeur américain né le 4 février 1893 à New York – mort le 24 mai 1968 à Rochester.
Rogers a étudié avec Arthur Farwell, Ernest Bloch, Percy Goetschius et Nadia Boulanger. Il a enseigné à l'Institut de musique de Cleveland (en), au The Hartt School, et à l'Eastman School of Music. Il a pris sa retraite en 1967.
Bernard Rogers a composé cinq opéras, cinq symphonies, d'autres œuvres pour orchestre, de la musique de chambre, trois cantates, de la musique chorale et des Lieder.
Il a aussi été le patron national de Delta Omicron, une fraternité internationale musicale professionnelle.

## Étudiants notables
- Jack Beeson
- Frank Bencriscutto
- William Bergsma
- David Borden
- John Davison
- David Diamond
- John Diercks
- Charles Fussell
- Walter Hartley
- Joseph Willcox Jenkins
- Donald O. Johnston
- Ulysses Kay
- John La Montaine
- Walter Mourant
- Caroline Lloyd
- Martin Mailman
- Raymond Premru
- Gardner Read
- H. Owen Reed
- Laurence Rosenthal
- Gloria Wilson Swisher
- Mary Jeanne van Appledorn
- Robert Ward
- Robert Washburn
- John Weinzweig